# Ґуявера
Ґуяве́ра, ґуябе́ра (ісп. Guayabera) — лляна сорочка, яку носять у Центральній Америці, Карибському басейні та на півночі Південної Америки. Сорочка залишається незмінним елементом одягу сільського населення, але в цих спекотних регіонах вона також вважається коректним діловим одягом (замість костюма та краватки).
Класична гуявера має чотири накладні кишені спереду і не заправляється в штани. У діловому світі гуяверу носять тільки білого (або злегка бежевого) кольору, але нині існують модні, барвисті гуявери. Точне походження гуявери невідоме, можна припускати, що цей вид сорочки вперше з'явився в Мексиці чи на Кубі.
Відомими носіями гуявери були, наприклад, Ернест Хемінгуей і Габріель Гарсія Маркес, а також Рауль Кастро або король Іспанії Хуан Карлос.
У жовтні 2010 року на Кубі гуявера була оголошена офіційним предметом одягу для державних та дипломатичних заходів. Чоловіки повинні носити класичний варіант білого кольору, жінки можуть змінювати форму і колір.